# ريتشارد ويب (لاعب كريكت)
ريتشارد ويب (15 سبتمبر 1952 في نيوزيلندا - ) (بالإنجليزية: Richard Webb)‏ هو لاعب كريكت نيوزلندي. شارك مع منتخب نيوزيلندا الوطني للكريكت. أما مع النوادي، فقد لعب مع فريق أوتاغو للكريكت ‏.

## وصلات خارجية
- ريتشارد ويب على موقع إي آس بي آن كريك إنفو (الإنجليزية)